# Krys Kolanos
Krystofer Stanley Kolanos, detto Krys (Calgary, 27 luglio 1981), è un hockeista su ghiaccio canadese.

## Carriera
In NHL ha indossato le maglie di Phoenix Coyotes (2001-2004, 2005/06), Edmonton Oilers (2005/06), Minnesota Wild (2008/09) e Calgary Flames (2011/12).

## Palmarès

### Mondiali
- 1 medaglia:
  - 1 oro (Finlandia 2003)